# Kerstomaat
De kerstomaat (Solanum lycopersicum var. cerasiforme) is een tomatenvariëteit uit de nachtschadefamilie (Solanaceae). Kerstomaten variëren in grootte van een duimtip tot de grootte van een golfbal, en kunnen bolvormig dan wel eerder een meer langgerekte, cilindrische vorm hebben.
Kerstomaten worden veelvuldig gebruikt als rauwkosthapje, eventueel met een dipsaus zoals cocktailsaus, als een van de ingrediënten voor een belegd toastje of als onderdeel van een salade.